# Mitsogho
Die Mitsogho (Mitsogo) sind ein im Süden Gabuns lebender Volksstamm. Die Stammesangehörigen sind häufig Anhänger des Bwiti.
Das Siedlungsgebiet der Ethnie erstreckt sich im zentralen Süden Gabuns, in der Provinz Ngounié nördlich und östlich von Mouila. Die Sprache der Mitsogho ist Tsogo.